# Le Rouret
Le Rouret ist eine Gemeinde zwischen Nizza und Cannes im Südosten Frankreichs im Département Alpes-Maritimes (06) der Region Provence-Alpes-Côte d’Azur mit 4198 Einwohnern (Stand 1. Januar 2022). 
Am Stadtrand zwischen Wald und Feldern verläuft eine noch gut erhaltene Römerstraße, an der die Ruine eines Steingebäudes zu finden ist. Sie wurde 2006 von der Stadt umfassend renoviert. 
Der Dolmen von Clamarquier liegt am Chemin des Combes.
Die Gemeinde ist Mitglied im Gemeindeverband Sophia Antipolis.

## Bevölkerungsentwicklung
| Jahr                       | 1962 | 1968 | 1975 | 1982 | 1990 | 1999 | 2006 | 2017 |
| Einwohner                  | 823  | 1208 | 1664 | 2315 | 2927 | 3428 | 3763 | 3999 |
| Quellen: Cassini und INSEE |      |      |      |      |      |      |      |      |

## Sehenswürdigkeiten
- Château du Rouret, Schloss aus dem 17. Jahrhundert (Monument historique)

## Persönlichkeiten
- Richard Wright (1943–2008), der Pianist der britischen Rockband Pink Floyd, lebte in einer Villa in der Stadt.